# Teatro Carlos Gomes (Ribeirão Preto)
O Teatro Carlos Gomes (1897-1944) foi o primeiro grande teatro de Ribeirão Preto. Era localizado onde é atualmente a Praça Carlos Gomes, não existindo mais resquícios da construção no local.

## História

### Origem
Em 26 de dezembro de 1895, o Cel. Francisco Schmidt encaminhou para administração da cidade, um pedido de permissão para a construção de um teatro em Ribeirão Preto. O teatro seria instalado nas imediações da Praça XV de Novembro, coração da cidade.
Para a construção do teatro, em 26 de dezembro de 1895, Francisco Schmidt requereu junto à Câmara Municipal, um terreno ao lado da Igreja Matriz.
Schmidt pretendia viabilizar a construção do teatro por meio da parceria entre investimentos públicos e privados, e após o pedido de construção e requerimento do terreno serem acatados pela administração da cidade, as obras tiveram início. Grande parte dos recursos utilizados na construção do teatro, eram provenientes dos lucros do café. Os doadores de recursos para a construção do teatro, foram, principalmente, os barões do café, como o próprio Francisco Schmidt, conhecido como “Rei do Café”, Joaquim da Silva Gusmão, Francisco Augusto Sacramento, Virgílio da Fonseca Nogueira e Luiz Pereira Barreto.
A autoria do projeto do teatro é  assinada pelo renomado Arquiteto Ramos de Azevedo, e que o Construtor responsável  foi   ,    Désio E. Fagnani.
O projeto tinha estilo neoclássico, de influência italiana. A construção, medindo 23,9 metros de largura e 44,9 metros de comprimento, de nacional só tinha os tijolos. A construção do teatro foi possível mediante um consórcio entre ricos fazendeiros do café, encabeçados por Francisco Schmidt.

### Inauguração
O teatro foi inaugurado em 7 de dezembro de 1897, com a ópera Il Guarany, do maestro Carlos Gomes, que emprestou o nome para que o teatro fosse batizado. A escolha se deu, porque além de Carlos Gomes ser paulista (ele era natural de Campinas), sua irmã, Joaquina Gomes, que ficou mais conhecida como Nhá Quina, era moradora e professora de música em Ribeirão Preto.
O Teatro Carlos Gomes possuía capacidade para 600 pessoas e tinha, além do palco para apresentações, sala de recepção e de bailes.

### Imponência
O Teatro Carlos Gomes se tornou a principal casa de espetáculos de Ribeirão Preto. Seu prédio era tão grande e imponente, que a Igreja Matriz da cidade, que ficava ao lado do teatro, foi demolida, e transferida para outro lugar.

### Fase de ouro
Em 1905 o Teatro Carlos passou a ser administrado por François Cassoulet, um dos maiores nomes do ramo empresarial artístico de Ribeirão Preto na época.
François dava grandes shows, festas e bailes no Carlos Gomes, além de promover no teatro apresentações nacionais e internacionais. Foi a fase de ouro do Carlos Gomes.
Mas, com o início da Primeira Guerra Mundial em 1914, a boemia ribeirão-pretana perdeu força. Em 1917, um ano antes da guerra acabar, François declarou falência, devolvendo o teatro a administração pública.

### Perda de espaço
Em 8 de outubro de 1930 é inaugurado em Ribeirão Preto o Teatro Pedro II. Com capacidade para 1588 pessoas, mais do que o dobro da capacidade do Teatro Carlos Gomes, o Pedro II tomou o lugar de maior casa de espetáculos da cidade..
O Pedro II tinha outra vantagem. Seu prédio foi construído entre os dois principais hotéis de Ribeirão Preto na época, o Central Hotel e o Palace Hotel. Isso fazia com que os nobres turistas e visitantes que estavam na cidade, ficassem mais ligados ao Pedro II.

### Demolição
Na década de 40, o Teatro Carlos Gomes já não tinha a mesma força de antes. A prefeitura decidiu então demolir o teatro. A demolição começou a ser feita em 1944, quando na administração do prefeito interventor Fábio Barreto. Mesmo passando pelas administrações de mais dois prefeitos interventores, Alcides de Araujo Sampaio e Luiz Augusto Gomes de Mattos, o teatro não escapou de ser demolido. Em 1946 o que restava do Carlos Gomes deixou de existir.

## Legado
O Teatro Carlos Gomes deixou um legado importante na cultura de Ribeirão Preto. É difícil contar o início da história artística da cidade sem citá-lo.
No lugar onde existia o Teatro Carlos Gomes, hoje localiza-se a Praça Carlos Gomes, que faz fronteira com a Praça XV de Novembro, onde fica o Quarteirão Paulista, o quadrilátero mais famoso de Ribeirão Preto.